# 대서양낫돌고래
대서양낫돌고래(Lagenorhynchus acutus) 또는 대서양흰줄무늬고래는 참돌고래과 낫돌고래속에 속하는 고래의 일종이다. 북대서양의 한랭 해역에서 온난 해역에 걸쳐 서식한다.

## 특징
대서양낫돌고래는 낫돌고래속 고래 중에서 다소 큰 편이다. 태어났을 때 1m 이상이며, 다 자랐을 때 수컷은 2.8m, 암컷은 2.5m정도이며 몸무게는 250kg에서 280kg정도로 성장한다. 수컷은 7년~11년, 암컷은 6년~12년이면 성적으로 성숙해진다. 임신 기간은 11개월, 수유 기간은 1년 반정도이다. 수명은 수컷이 22년, 암컷이 27년 정도이다.
대서양낫돌고래의 두드러진 특징은 등지느러미 뒷쪽에 양쪽으로 흰색 또는 누런색의 무늬가 있는 것이다. 이 무늬는 다른 종류의 돌고래나 고래의 모양(흰색, 회색, 청색 모양)에 비해 독특하다. 다른 부분은 다른 낫돌고래속의 돌고래와 마찬가지로 턱과 목 배쪽이 희며, 가슴지느러미와 등지느러미, 등은 검거나 짙은 회색을 띤다.

## 같이 보기
- 고래류의 종 목록
- 해양생물학